# Parks and Recreation
Parks and Recreation es una serie de televisión de comedia de sátira política estadounidense creada por Greg Daniels y Michael Schur. Transmitida por NBC entre el 9 de abril de 2009 y el 24 de febrero de 2015, durante un espacio de 125 episodios en siete temporadas. Un episodio especial de reunión fue realizado el 30 de abril de 2020. Filmada a modo de falso documental, la serie está protagonizada por Amy Poehler, quien interpreta a Leslie Knope, una entusiasta funcionaria pública del Departamento de Parques y Recreación de la ficticia ciudad de Pawnee, Indiana.
Los escritores investigaron el gobierno local de California para la serie y consultaron con planificadores urbanos y funcionarios electos. Leslie Knope sufrió cambios importantes después de la primera temporada, en respuesta a los comentarios de la audiencia, el personaje parecía poco inteligente y "tonto". Los guionistas incorporaron eventos reales a los episodios, como el cierre del gobierno en Pawnee inspirado por la crisis financiera de 2008. Políticos reales participaron con cameos en episodios posteriores, como el senador John McCain, el entonces vicepresidente Joe Biden y la ex primera dama de Estados Unidos, Michelle Obama.
Parks and Recreation fue parte del segmento "Comedy Night Done Right" de NBC, programado para las noches de los jueves. La serie recibió críticas mixtas durante su primera temporada (similares a las recibidas por The Office, sitcom también producida por Daniels y Schur), pero, luego de mejoras en el formato y el tono, desde la segunda temporada hasta la término del programa fueron aclamados por la crítica. Durante su emisión, la serie fue nominada a catorce premios Emmy, incluyendo dos nominaciones a mejor serie de comedia. En 2014, Poehler obtuvo un Globo de Oro en la categoría de mejor actriz de serie de televisión - comedia o musical, por su papel de Leslie Knope, además de una nominación a mejor serie - comedia o musical. La revista Time listó a Parks and Recreation como la mejor serie de televisión de 2012. En 2013, después de recibir cuatro nominaciones consecutivas en la categoría, la serie ganó el Premio de la Asociación de Críticos de Televisión por Logro Destacado en Comedia; y posee también un Premio Peabody, otorgado como logro por excelencia en televisión.

## Trama
La primera temporada se centra en Leslie Knope, subdirectora del Departamento de Parques y Recreación en la ciudad ficticia de Pawnee, Indiana. La enfermera local Ann Perkins exige que se llene el pozo de construcción junto a su casa creado por un desarrollo de condominios abandonados después de que su novio, Andy Dwyer, se cayera y se rompiera las piernas. Leslie promete convertir el pozo en un parque, a pesar de la resistencia del director de parques Ron Swanson, un libertario antigubernamental. El urbanista Mark Brendanawicz, por quien Leslie tiene sentimientos románticos, insiste pragmáticamente que el proyecto no es realista debido a la burocracia del gobierno, pero sin embargo, en secreto convence a Ron para que apruebe el proyecto. Leslie y su personal, incluido su asistente Tom Haverford y la pasante April Ludgate, intentan fomentar el interés de la comunidad en el proyecto del pozo, pero encuentran resistencia.
En la segunda temporada, el pozo finalmente se llena porque Leslie se encarga de llenar el pozo sin permiso, sin darse cuenta de que Andy estaba en el pozo. Andy se lesionó y trabaja con Leslie para amenazar con demandar a la ciudad de Pawnee a menos que se llene el pozo. Mark deja su carrera en el ayuntamiento por un trabajo en el sector privado y nunca más se lo ve, se sabe de él ni se hace referencia a él en el programa. Mientras tanto, un déficit presupuestario paralizante lleva a los auditores estatales Chris Traeger y Ben Wyatt a cerrar temporalmente el gobierno de Pawnee.
La tercera temporada se abre con la reapertura del gobierno de Pawnee, pero con recortes presupuestarios que frustran los intentos de Leslie de proporcionar servicios. Leslie hace un trato con Chris y Ben para traer de vuelta el Festival de la Cosecha de Pawnee, pero si el festival falla, el Departamento de Parques será eliminado. Después de semanas de planificación, el festival se convierte en un gran éxito gracias a los esfuerzos de Leslie. Más tarde, Chris regresa de Indianápolis para convertirse en el administrador municipal interino de Pawnee, mientras que Ben también acepta un trabajo en Pawnee. April y Andy comienzan a salir y, solo unas semanas después, se casan en una ceremonia sorpresa. Tom deja su trabajo en el ayuntamiento para formar una compañía de entretenimiento con su amigo, Jean-Ralphio. La empresa no puede mantener sus generosos gastos y rápidamente se queda sin dinero, lo que hace que Tom regrese al Departamento de Parques. Leslie y Ben muestran un interés romántico el uno por el otro; sin embargo, Chris ha implementado una regla que evitaría que un superior (Ben) salga con su empleado (Leslie). A pesar de esta regla, Leslie y Ben comienzan a salir en secreto.
La cuarta temporada trata de la campaña de Leslie para postularse para el concejo municipal. Cuando Leslie comienza a preparar una campaña, se da cuenta de que debe de romper con Ben para evitar el escándalo. Ben y Leslie reinician su relación y Ben sacrifica su trabajo para evitar que Leslie pierda el suyo, debido a la política de Chris contra las relaciones románticas en el lugar de trabajo. El Departamento de Parques se ofrece como voluntario para convertirse en su personal de campaña, con Ben como gerente de campaña de Leslie. La campaña de Leslie enfrenta innumerables reveses contra su principal oponente, Bobby Newport, y su famosa directora de campaña, Jennifer Barkley.
En la quinta temporada, Leslie comienza a trabajar como concejala de la ciudad, pero encuentra oposición en los lugareños enojados y sus compañeros concejales. Ben está en su nuevo trabajo en una campaña del Congreso en Washington D. C., junto con April, a quien trajo como pasante. Ron comienza una relación romántica con una mujer llamada Diane. Ben vuelve a Pawnee y le propone matrimonio a Leslie. Tom inicia un exitoso negocio alquilando ropa de alta gama para adolescentes. Leslie y Ben planean un evento de recaudación de fondos para el parque, ahora llamado Pawnee Commons, y deciden tener una boda improvisada esa noche en el Ayuntamiento. Más tarde, los cambios de Leslie en Pawnee llevaron a varios lugareños a solicitar que la retiraran de su cargo.
La sexta temporada comienza con la absorción de Eagleton por Pawnee después de que la antigua ciudad se declarase en bancarrota. A medida que los gobiernos se fusionan, Leslie pierde el voto de destitución y regresa al Departamento de Parques a tiempo completo, mientras que Ben es elegido como el próximo administrador de la ciudad. Tom vende Rent-A-Swag al padre de Jean-Ralphio, el Dr. Saperstein en un acuerdo en efectivo y abre un restaurante llamado Tom's Bistro. Ann y Chris, ahora en una relación y esperando un bebé, dejan Pawnee para ir a Míchigan. Como una forma de obtener apoyo público para la impopular fusión, el Departamento de Parques realiza un concierto de unidad. Más tarde, Leslie revela que está embarazada de trillizos. Leslie acepta el puesto de directora regional del Servicio de Parques Nacionales en Chicago, y presenta de inmediato una propuesta para llevar el puesto a Pawnee.
La séptima temporada, aunque se emitió en 2015, tiene lugar en 2017. Se muestra que Ron y Leslie son enemigos debido a que la compañía de Ron demolió la antigua casa de Ann para construir un edificio de apartamentos. Ben convence a una empresa de tecnología, Gryzzl, para que lleve wifi gratuito a la ciudad de Pawnee. Gryzzl se involucra en una intensa extracción de datos, lo que induce a Ron, cuya nueva empresa de construcción, Very Good Building and Development Company, ha estado manejando sus necesidades de construcción, a volver a conectarse con Leslie para corregir el problema.

## Personajes
Durante la primera temporada, el elenco original incluyó a:
- Amy Poehler como Leslie Knope, una entusiasta funcionaria del Departamento de Parques y Recreación de la ciudad de Pawnee. No ha dejado que la política apague su optimismo, donde ya lleva seis años trabajando al inicio de la serie. Su objetivo final es convertirse en presidenta de los Estados Unidos. Poehler partió en el programa de comedia Saturday Night Live, donde fue miembro del elenco durante casi siete años, para luego irse al protagonizar Parks and Recretation. Fue solo después de que ella fue elegida, que Daniels y Schur establecieron el concepto general de la serie y se escribió el guion del piloto.
- Rashida Jones como Ann Perkins, R.N., una enfermera y forastera política que gradualmente se va involucrando cada vez más en el gobierno de Pawnee por medio de su amistad con Leslie. Jones fue una de las primeras en ser elegida por Daniels y Schur en 2008, cuando la serie todavía se consideraba un spin-off de The Office, donde Jones había interpretado a la novia de Jim Halpert, Karen Filippelli, durante la tercera temporada de ese programa. Ella y Lowe abandonaron la serie a mediados de la sexta temporada, para luego realizar una aparición especial más adelante en la misma temporada. Jones y Lowe regresaron al episodio final de la serie, además del especial de 2020.
- Paul Schneider como Mark Brendanawicz, un planificador urbanístico amigo de Leslie. Al igual que ella, entró con gran optimismo a trabajar para el gobierno, pero desde entonces se ha cansado y desilusionado. Schneider dijo al principio de la serie que estaba inseguro en el papel porque todavía estaba tratando de averiguar las motivaciones del personaje. Finalmente, el personaje dejaría el elenco después de la segunda temporada y no se realizaron más referencias a este en ningún momento durante el resto de la serie.
- Aziz Ansari como Tom Haverford, el sarcástico subordinado de bajo rendimiento de Leslie, que finalmente comienza a considerar dejar su trabajo en el ayuntamiento para perseguir sus propios intereses empresariales. Al igual que con Jones, Daniels y Schur tenían la intención de elegir a Ansari desde las primeras etapas del desarrollo de la serie.
- Nick Offerman como Ron Swanson, director del Departamento de Parques y Recreación. Autodefinido como libertario, cree en un gobierno lo más pequeño posible. Como tal, Ron se esfuerza por hacer que su departamento sea lo más ineficaz posible y favorece la contratación de empleados que no se preocupen por su trabajo o que su calidad sea paupérrima. Sin embargo, Ron constantemente demuestra que en secreto se preocupa profundamente por sus compañeros de trabajo.
- Aubrey Plaza como April Ludgate, una apática y cínica joven que inicia haciendo una pasantía en el Departamento de Parques y Recreación. Finalmente se convierte en la asistente perfecta para Ron. El papel fue escrito específicamente para Plaza; después de conocerla, la directora de casting Allison Jones le dijo a Schur: «Acabo de conocer a la chica más extraña que he conocido en mi vida. Tienes que conocerla y ponerla en tu programa».
- Chris Pratt como Andy Dwyer, un holgazán tono pero adorable, que inicia la serie siendo novio de Ann. Originalmente, Pratt estaba destinado a ser una estrella invitada y el personaje de Andy estaba destinado a aparecer solo en la primera temporada, pero a los productores les gustó tanto Pratt que, casi inmediatamente después de elegirlo, decidieron convertirlo en un miembro regular del elenco comenzando con la segunda temporada.

En las siguientes temporadas, fueron desarrollando varios personajes y otros se unieron.
- Adam Scott como Ben Wyatt, un funcionario del gobierno que viaja a Pawnee para controlar los gastos fiscales de la ciudad. Muy competente en su trabajo pero socialmente torpe, intenta redimir su pasado como un alcalde fallido en su juventud. Scott dejó su papel protagónico en la serie de comedia Party Down para unirse a la serie, comenzando en el penúltimo episodio de la segunda temporada, "The Master Plan".
- Rob Lowe como Chris Traeger, un funcionario gubernamental excesivamente positivo y extremadamente consciente de su salud. Lowe fue presentado con Scott y originalmente se esperaba que se fuera después de una serie de apariciones especiales, pero luego firmó un contrato de varios años para convertirse en miembro regular del elenco. Él, al igual que Rashida Jones, abandonaron la serie en el episodio "Ann y Chris" de la sexta temporada, regresando para el final de la serie y el especial de 2020.
- Jim O'Heir y Retta realizaron apariciones regulares respectivamente como Garry "Jerry" Gergich y Donna Meagle desde la primera temporada, respectivamente; pero sus personalidades no se desarrollaron hasta la siguiente a esta. Schur dijo que al personal de Parks and Recreation le agradaron los actores, así que decidió incluirlos en el programa. La broma de reírse a expensas de Jerry en el episodio "Practice Date" lo llevó a establecerse como el compañero de trabajo inepto del cual el resto del departamento se mofa cruelmente. Donna se desarrolló como una atrevida hedonista cuya misteriosa vida se insinúa ocasionalmente. No fue hasta la tercera temporada que se convirtieron en miembros regulares del reparto y se agregaron a los créditos durante la sexta temporada.
- Billy Eichner como Craig Middlebrooks, un empleado demasiado apasionado del Departamento de Parques y Recreación, que comenzó a trabajar para el ayuntamiento luego de la fusión entre Pawnee y Eagleton. Fue recurrente durante la sexta temporada y pasó a ser parte del elenco regular en el cuarto episodio de la última temporada.

Numerosos actores realizaron apariciones invitadas durante la serie, incluyendo a Pamela Reed como Marlene Griggs-Knope, la madre de Leslie y miembro del ayuntamiento, Ben Schwartz como Jean-Ralphio Saperstein, mejor amigo de Tom y Jenny Slate como su hermana gemela Mona-Lisa, Jama Williamson como Wendy, exesposa de Tom, Mo Collins como la presentadora de televisión Joan Callamezzo, Jay Jackson como el presentado de televisión Perd Hapley, Alison Becker como la reportera Shauna Malwae-Tweep, Darlene Hunt como la activista conservadora Marcia Langman, y Andy Forrest Kyle, un frecuente cliente de Andy en su trabajo de lustrabotas. Megan Mullally, esposa en la vida real de Nick Offerman, interpretó a Tammy, la exesposa Ron en el episodio "Ron and Tammy" de la segunda temporada, un rol que reinterpretó en numerosas ocasiones. Lucy Lawless y Jon Glaser tuvieron papeles recurrentes durante la quinta y sexta temporadas como Diana Lewis, novia y, posteriormente, esposa de Ron, y como el concejal Jeremy Jamm, archienemigo de Leslie, respectivamente.
La actuación de Mullally fue muy bien recibida, lo que le dio más comodida a los productores de Parks and Recreation para llamar a estrellas a papeles invitados. Otros actores incluyeron a Blake Anderson, Fred Armisen, Will Arnett, Kristen Bell, H. Jon Benjamin, Matt Besser, Chris Bosh, Louis C.K., The Decemberists, Sam Elliott, Will Forte, Ginuwine, Michael Gross, Jon Hamm, Nick Kroll, John Larroquette, Andrew Luck, Letters to Cleo, Natalie Morales, Parker Posey, Andy Samberg, Roy Hibbert, Detlef Schrempf, Justin Theroux, Wilco, Henry Winkler, Peter Serafinowicz y Yo La Tengo. Paul Rudd apareció en la cuarta temporada commo Bobby Newport, oponente de Leslie para obtener el cargo de concejal y volvió para dos episodios de la temporada final.
Además, la serie tuvo numerosos cameos de varios figuras políticas del momento, incluyendo al Vicepresidente de los Estados Unidos Joe Biden, al Senador Barbara Boxer, al ex Presidente de la Cámara de Representantes de los Estados Unidos Newt Gingrich, al Senador John McCain, Michelle Obama, a la ex Secretaria de Estado Madeleine Albright, y a los Senadores Olympia Snowe, Cory Booker y Orrin Hatch.

## Episodios
| Temporada | Temporada | Episodios | Emisión original         | Emisión original      | Nielsen Ratings | Nielsen Ratings      |
| Temporada | Temporada | Episodios | Primera emisión          | Última emisión        | Ranking         | Audiencia (millones) |
| --------- | --------- | --------- | ------------------------ | --------------------- | --------------- | -------------------- |
|           | 1         | 6         | 9 de abril de 2009       | 14 de mayo de 2009    | 96              | 6,00                 |
|           | 2         | 24        | 17 de septiembre de 2009 | 20 de mayo de 2010    | 108             | 4,60                 |
|           | 3         | 16        | 20 de enero de 2011      | 19 de mayo de 2011    | 116             | 5,10                 |
|           | 4         | 22        | 22 de septiembre de 2011 | 8 de mayo de 2012     | 134             | 4,40                 |
|           | 5         | 22        | 20 de septiembre de 2012 | 2 de mayo de 2013     | 111             | 4,06                 |
|           | 6         | 22        | 26 de septiembre de 2013 | 24 de abril de 2014   | 115             | 3,76                 |
|           | 7         | 13        | 13 de enero de 2015      | 24 de febrero de 2015 | 119             | 4,57                 |

## Producción
Tras ser nombrado presidente de NBC en 2007, Ben Silverman le pidió a Greg Daniels que creara un spin-off de la serie de televisión The Office. Sin embargo, en vez de hacer un spin-off, Daniels decidió junto a Michael Schur, guionista de The Office, hacer una serie independiente. Una de las primeras ideas que tuvieron fue hacer la serie acerca de un funcionario del gobierno que intenta rehacer su carrera política tras un vergonzoso espectáculo público. Aunque la desecharon, la idea fue posteriormente utilizada al momento de crear el personaje de Ben Wyatt. Después de que Amy Poehler fuera contratada, Daniels y Schur decidieron que la serie se centraría en una optimista funcionaria pública de una ciudad pequeña. Los creadores se inspiraron en la forma en que era mostrada la política en la serie The Wire, así como en el optimismo que surgió en Estados Unidos tras la elección presidencial de 2008.
Originalmente, la serie fue producida por Deedle-Dee Productions y Universal Television en su primera temporada, pero no sería sino hasta la siguiente que empresas como Fremulon y 3 Arts Entertainment se llegaran a involucrar con la serie.

## Recepción
La primera temporada de Parks and Recreation recibió algunos comentarios negativos incluso antes de ser emitida por televisión. Según un reporte filtrado en marzo de 2009, los grupos focales que vieron el piloto de la serie emitieron comentarios negativos sobre el episodio. Los miembros de los grupos focales sostuvieron que la serie era una copia de The Office, era predecible y carecía de desarrollo de personajes. Según Schur, tras recibir los resultados de los grupos focales el piloto fue editado completamente unas cuatro o cinco veces. Ben Silverman, por su parte, argumentó que las primeras investigaciones sobre series de televisión suelen generar resultados negativos, incluso respecto de series exitosas. Sin embargo, los comentarios de los grupos focales crearon escepticismo dentro de los críticos. Después de ser emitida por televisión, la primera temporada de Parks and Recreation recibió comentarios diversos por parte de la crítica. Varios críticos dijeron que la serie era demasiado similar a The Office, por su estilo de documental falso y la ingenuidad de su personaje protagonista. Aunque los personajes secundarios recibieron mejores comentarios en algunos episodios, por lo general los críticos señalaron que necesitaban ser mejor desarrollados y tener un mejor material.
La segunda temporada obtuvo mejores comentarios, lo que produjo que Parks and Recreation fuese incluida dentro de las mejores series de 2009 por medios como Los Angeles Times, Time, Entertainment Weekly, GQ, New York, San Francisco Chronicle, e IGN. Según Linda Holmes de National Public Radio, la segunda temporada "fue probablemente la remontada más impresionante en la historia de los programas de comedia". Uno de los elementos que los críticos destacaron de los nuevos episodios fue el mayor desarrollo de los personajes. Heather Havrilesky de Salon.com escribió: "En vez de convertir a los personajes en lunáticos que escupen chistes, los guionistas comenzaron a concentrarse en aspectos de los personajes que se sienten orgánicos e interesantes". Por su parte, Alan Sepinwall de The Star-Ledger sostuvo que Leslie "es evidentemente más humana de lo que era al principio - un poco más consciente de sí misma".
Los comentarios positivos continuaron durante las temporadas siguientes. La tercera temporada obtuvo un 100% de comentarios positivos en el sitio web Rotten Tomatoes, mientras que en Metacritic posee una puntuación de 83/100. James Poniewozik de la revista Time se refirió a ella como "una temporada fabulosa-es lo mejor que he visto en la televisión de 2011 hasta ahora". La serie fue incluida en la portada de la revista Entertainment Weekly, en su número del 11 de febrero de 2011, donde fue descrita como "la comedia más inteligente de la televisión". En diciembre de 2012, la revista Time nombró a Parks and Recreation como la mejor serie de televisión del año.

### Premios
En 2010, Amy Poehler fue nominada como Mejor actriz principal en una serie de comedia en los Premios Primetime Emmy por su trabajo en la segunda temporada. Ese mismo año, Parks and Recreation fue nominada en los Premios de la Asociación de Críticos de Televisión (TCA) como Mejor comedia y Mejor intérprete individual en comedia para Nick Offerman por su trabajo en la segunda temporada. Además, Parks and Recreation recibió dos nominaciones en los Premios de la revista Entertainment Weekly: Mejor serie de comedia y Mejor actor de reparto en una serie de comedia para Nick Offerman.
En 2011, Parks and Recreation fue nominada como Mejor serie de comedia en los Premios Primetime Emmy, y Amy Poehler recibió su segunda nominación al Emmy como Mejor actriz principal en una serie de comedia. En junio de 2011, la serie recibió cuatro nominaciones en los Premios de la Asociación de Críticos de Televisión (TCA): Programa del año, Mejor comedia, y Mejor intérprete individual en comedia para Offerman y Poehler.